# Сражение при Гейльсберге
Битва при Гейльсберге (фр. La bataille d'Heilsberg) — сражение 29 мая (10 июня) 1807 года у восточно-прусского города Гейльсберга между французской армией Великой Армией императора Наполеона I и российской армией генерала от кавалерии Л. Л. Беннигсена во время Войны четвёртой коалиции.

## Развёртывание войск
После неудачной атаки Беннигсена на корпус маршала Нея около Гуттштадта 90-тысячная русская армия отступила к укреплённой позиции перед восточно-прусским городом Гейльсберг, расположенном на берегу реки Алле. Командующий разделил свою армию на две части: три дивизии и гвардия заняли позиции на правом берегу, главные силы — на левом, перед Гейльсбергом. Это было связано с тем, что не было точно известно, откуда атакует Наполеон.
Через реку Алле навели три понтонных моста; таким образом русское командование могло своевременно усилить любую из двух группировок, если бы она подверглась нападению Великой Армии. По данным разведки было известно, что главные силы французов (корпуса Мюрата, Сульта, Нея, Ланна и гвардия) наступают по левому берегу реки Алле. План Наполеона был прост: корпусами Мортье и Даву отрезать русскую армию от Кёнигсберга, бывшего её главной базой снабжения в Восточной Пруссии, а после этого атаковать всеми силами и раздавить численным превосходством.

## Ход сражения
Утром 29 мая корпус Мюрата с успехом атаковал авангард русской армии (3 пехотных полка) под командованием Бороздина. Вскоре Беннигсен направил ему на помощь ещё 3 полка. Кроме того, убедившись, что на правом берегу Алле французов нет, на подкрепление Бороздину был послан Багратион, который и принял на себя командование всем авангардом, после чего наступление корпуса Мюрата было остановлено. Он ограничился артиллерийским обстрелом позиций Багратиона, ожидая подхода Сульта с 30 000 солдат. Тот вскоре прибыл на поле боя и начал атаку, пытаясь обойти русский авангард с фланга, пока Мюрат связал его фронтальными атаками.
Багратион не смог сдержать натиск французов и стал отступать. В это время Беннигсен, видя тяжёлое положение своего авангарда, бросил ему на помощь Уварова с 25 эскадронами кавалерии.
Начавшийся бой кавалерии был чрезвычайно упорным. Французы несколько раз отбивали пушки у русского авангарда, но каждый раз стремительной атакой русская кавалерия возвращала захваченную артиллерию. Постепенно отступая под непрерывными атаками 2 корпусов Великой Армии, Багратион (под которым была убита лошадь) отошёл к укреплённой позиции под Гейльсбергом, где сильный огонь русской артиллерии заставил врага прекратить атаки. Войска авангарда были настолько обескровлены жестоким боем, что Беннигсен был вынужден вывести их в резерв, расположив на отдых в тылу своей армии.
Мюрат, не проведя тщательной разведки, в 17:00 бросил свой корпус на сильно укреплённые позиции русской армии и был отбит с тяжелейшими потерями. Тем временем Беннигсен, обеспокоенный атакой Мюрата, перевёл на правый берег Алле практически всю свою армию, оставив на левом берегу только гвардию. И вовремя. Потому что на поле боя появился Наполеон с корпусом Ланна и гвардией. Немедленно французы предприняли наступление.
После сильного артиллерийского обстрела Наполеон нанёс мощный удар по центру русской армии. Под убийственным огнём русских орудий французская пехота бросилась на редут № 2. К этому времени Беннигсен потерял сознание от сильных болей в желудке, и командование войсками принял князь Горчаков. Атака французов была отбита. Но Наполеон вскоре повторил её, усилив силы штурмующих гвардией. На этот раз противник ворвался в редут и захватил его. Однако немедленно русские под командованием генерала Каменского предприняли контратаку и вернули потерянные укрепления. Не удовлетворившись этим успехом, Каменский с воодушевлёнными войсками преследовал отступающих французов, пока не столкнулся с их свежими войсками и был вынужден отойти обратно в редут.
Но и эта неудача не обескуражила Наполеона. Силами корпуса Ланна он атаковал правое крыло русской армии, но контратаки обороняющихся были столь успешны, что все попытки французов потеснить их были сорваны. Наполеон прекратил наступление и ограничился артиллерийским обстрелом позиций Беннигсена.
В 22:00 к Великой Армии подошёл свежий корпус Нея, и Наполеон решил ещё раз попытать свою удачу. Массы французов бросились на центр русской позиции. Но метким огнём артиллерии были отбиты с огромными для себя потерями. Только к 23:00 враг прекратил атаки.

## Результаты
Сражение было кровопролитным. Французы потеряли 12 600 солдат (1398 убитых, 10 359 раненых и 864 пленных), в том числе корпус Сульта 6600 человек. Русские — около 6000 человек (из них 2000 убитых). Чандлер сообщает, что русские потери составили около 8 тысяч человек, а потери французов в корпусе Сульта составили 8286 человек и 2284 у Ланна. Безотосный пишет, что урон французов составил около 12 тысяч человек. Русские потеряли, по разным данным, 6—8 тысяч. В тактическом плане эта была победа русских. Беннигсен отразил все попытки Наполеона сбить его с гейльсбергской позиции.
Значительные потери с обеих сторон и успех русской обороны не оставили Беннигсену и Наполеону иного выбора, кроме как заключить недокументированное перемирие. Перемирие было ориентировано прежде всего на эвакуацию раненых солдат. Медики и солдаты с обеих сторон оказывали помощь раненым и хоронили погибших. Когда Наполеон на следующий день вошел на пустынные русские позиции, он обнаружил, что все, кроме раненых, были эвакуированы за ночь.